# Александровка (Башмаковский район)
Александровка — упразднённая деревня в Башмаковском районе Пензенской области. Входила в состав Липовского сельсовета. Ликвидирована в 2001 г.

## География
Располагалась в 11 км к северо-западу от центра сельсовета села Липовка.

## История
Основана в 1800 г. на землях А. Л. Нарышкина. Входила в состав Матчерской волости Моршанского уезда Тамбовской губернии. После революции в составе Кирилловского сельсовета в начале Соседского, затем Земетченского районов. В 1976 г. передана в состав Липовского сельсовета Башмаковского района..

## Население
Динамика численности населения села:
| Год             | 1862 | 1877 | 1881 | 1897 | 1913 | 1926 | 1934 | 1959 | 1979 | 1989 | 1996 |
| --------------- | ---- | ---- | ---- | ---- | ---- | ---- | ---- | ---- | ---- | ---- | ---- |
| Население, чел. | 633  | 599  | 632  | 693  | 881  | 997  | 951  | 387  | 235  | 82   | 29   |

## Уроженцы
А. Ф. Поляков — советский писатель, военный корреспондент и политработник.